# Antonio Fuoco
Antonio Fuoco, född den 20 maj 1996 i Cosenza, är en italiensk racerförare. Fuoco startade sin formelbilkarriär 2013 med att tävla i Formula Renault 2.0 Alps, och lyckades vinna mästerskapet redan under debutsäsongen. Framgången i Formel Renault ledde till att han inför 2014 fick kontrakt med Prema Powerteam för att tävla i European Formula Three Championship. Han tog flera topp tre-placeringar under säsongen och blev femma i mästerskapet, vilket sedermera ledde till att han 2015 fick kontrakt med Carlin Motorsport för att tävla i GP3 Series.
Den 23 juni 2015 gjorde Fuoco Formel 1-testdebut i Scuderia Ferrari under ett test efter Österrikes Grand Prix 2015 på Red Bull Ring. Han satte den fjärde snabbaste tiden för dagen, men blev mest uppmärksammad för att ha kraschat in i första kurvan.

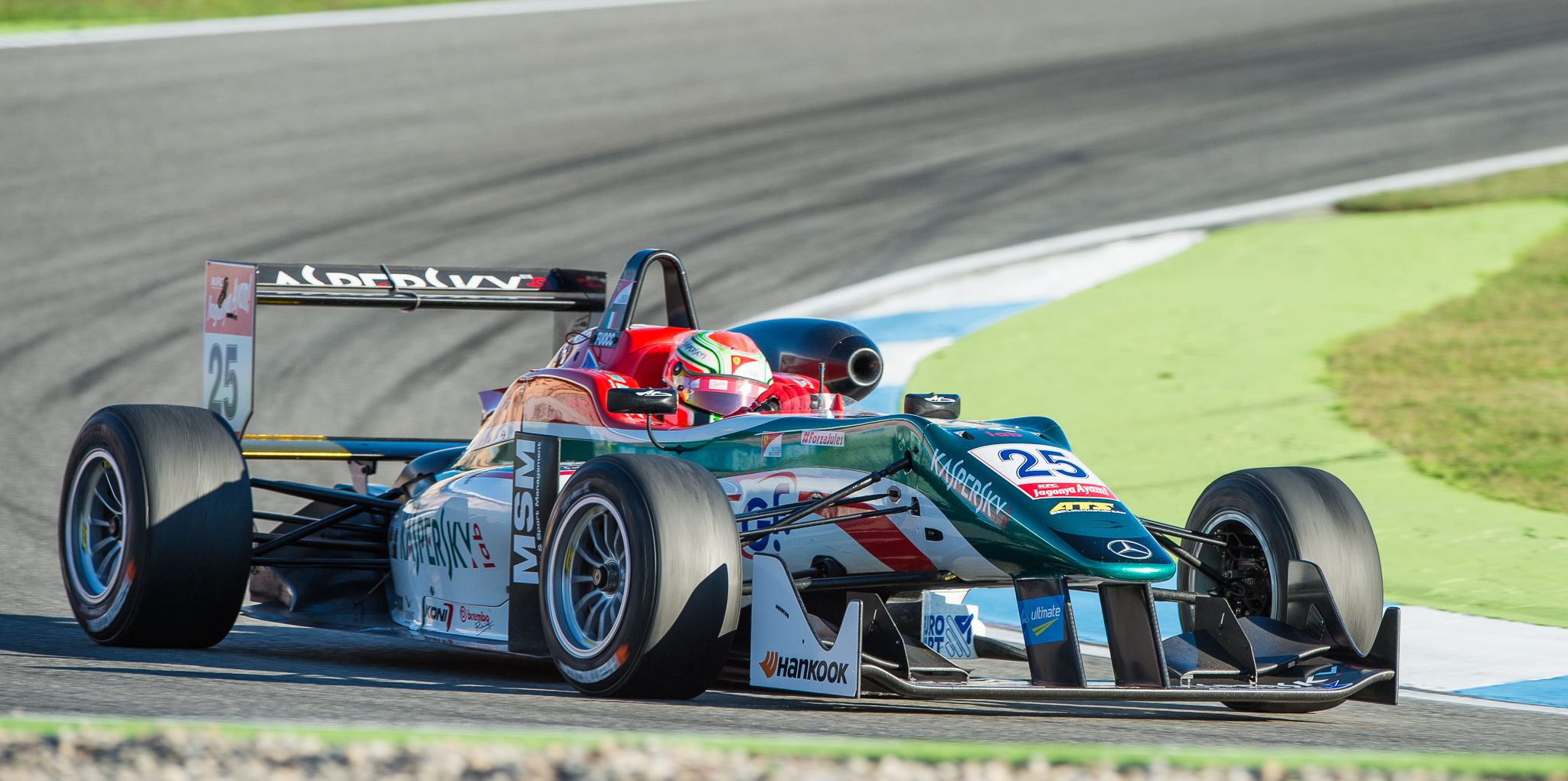
Antonio Fuoco i European Formula Three Championship på Hockenheimring.